# Xipaya
Xipaya (Xipáya, Shipaya, Xipaia, Sipáya, Chipaia), pleme američkih Indijanaca s donjeg toka rijeke Xingú u brazilskoj državi Pará. Njihovo brojno stanje iznosi 595 (Funasa - 2002.) na području rezervata Terra Indígena Xipaya uz rijeke Iriri i Curuá. Jezično su najsrodniji plemenima Manitsauá i Jurúna s kojima ćine porodicu yuruna, velika porodica tupian.
Danas im je glavno naselje Tukamã, a postoje i tri manja sela, to su Nova Olinda (najstarije), na lijevoj obali Iririja s tri kuće; Remanso, na lijevoj obali rijeke Curuá (s tek 5 stanovnika); i São Geraldo, na desnoj obali rijeke Curuá (jedna kuća). Najveći boj ih živi u gradu Altamira u kojem ćine 44% domorodačke populacije koju čine i pripadnici plemena Kuruaya (36%), Jurúna (7,97%), Mebengokre (5,8%), Arára do Pará (1,45%,) i Karajá 1,45%. 
Ribolov čini temeljnu aktivnost Šipaja, a važnije ribe koje hvataju su tucunare (peacock bass), piranha, piau, bijeli pacu, zubati srodnik piranje, pacu caranã i matrinxã  (Brycon amazonicus).